# The Simpsons: Skateboarding
The Simpsons: Skateboarding es un videojuego de PlayStation 2 basado en la serie televisiva Los Simpson publicado en 2002. Este juego es similar al juego de Activision Tony Hawk (saga) .

## Argumento
Juego de skates en el que tendremos que hacer toda clase de actividades para conseguir la mejor puntuación y completar los diferentes niveles de mundo abierto, como encontrar coleccionables, "deletrear' palabras, misiones secundarias y cuartos secretos

## Personajes con los que se juega
- Homero Simpson
- Marge Simpson
- Bart Simpson
- Lisa Simpson
- Nelson Muntz
- Otto Mann
- Profesor Frink
- Krusty
- Jefe Wiggum

## Lugares donde se juega
- Escuela Primaria de Springfield
- Downtown Springfield
- Mansion de Burns
- Krustylu Studios
- Springfield Mall
- Planta Nuclear
- Cañada de Springfield

- Datos: Q2536271